# Poczinok (rejon rudniański)
Poczinok (ros. Починок) – wieś (ros. деревня, trb. dieriewnia) w zachodniej Rosji, w osiedlu wiejskim Ponizowskoje rejonu rudniańskiego w obwodzie smoleńskim.

## Geografia
Miejscowość położona jest nad Kasplą, 11,5 km od granicy z Białorusią, 1 km od drogi regionalnej 66N-1606 (66N-1605 – Borki), 3,5 km od drogi regionalnej 66N-1605 (Ponizowje – Nikoncy), 5 km od centrum administracyjnego osiedla wiejskiego (sieło Ponizowje), 42 km od centrum administracyjnego rejonu (Rudnia), 86 km od Smoleńska.

## Historia
W czasie II wojny światowej od lipca 1941 roku dieriewnia była okupowana przez hitlerowców. Wyzwolenie nastąpiło we wrześniu 1943 roku.

## Demografia
W 2010 r. miejscowość zamieszkiwała 1 osoba.